# Rhaphuma argentogrisea
Rhaphuma argentogrisea là một loài bọ cánh cứng trong họ Cerambycidae.